# Чікваїдзе Олександр Давидович
Олександр Давидович Чікваїдзе (груз. ალექსანდრე დავითის ძე ჩიკვაიძე; 19 січня 1932, Тіфліс, Грузинська РСР — 8 травня 2012, Тбілісі, Грузія) — радянський дипломат і грузинський державний діяч, міністр закордонних справ  Грузії (1992—1995). Доктор історичних наук.

## Біографія
У 1955 році закінчив юридичний факультет МДУ ім. М. В. Ломоносова, в 1979 р — Дипломатичну академію МЗС СРСР. Потім — Академію суспільних наук при ЦК КПРС.
У 1964—1964 рр. — на комсомольській роботі.
У 1967—1969 рр. — віце-консул генерального консульства СРСР в Бомбеї, 
У 1969—1973 рр. — перший секретар посольства СРСР у Великій Британії, 
У 1973—1979 рр. — займав відповідальні пости в партійних і державних органах Грузії, 
У 1979—1983 рр. — генеральний консул СРСР в Сан-Франциско, 
У 1983 р присвоєно ранг Надзвичайний і Повноважний Посол СРСР, 
У 1983—1985 рр. — Надзвичайний і Повноважний Посол СРСР в Кенії, постійний представник СРСР в Організації Об'єднаних Націй з навколишнього середовища (ЮНЕП) і в Організації Об'єднаних Націй по населених пунктах (ООН-Хабітат), 
У 1985—1989 рр. — завідувач сектором відділу дипломатичних кадрів ЦК КПРС, 
У 1989—1992 рр. — Надзвичайний і Повноважний Посол СРСР в Нідерландах, 
У 1992—1993 рр. — перший віце-прем'єр Грузії, 
У 1992—1995 рр. — міністр закордонних справ Грузії, 
У 1996—2003 рр. — Надзвичайний і Повноважний Посол Грузії в Греції, 
У 2003—2006 рр. — Надзвичайний і Повноважний Посол Грузії в Швейцарської Конфедерації і при Святому Престолі (до 2004 року) і Постійний представник Грузії при відділенні ООН та інших міжнародних організаціях у Женеві.
З 2006 р читав лекції в Тбілісі, з 2006 р був почесним президентом дипломатичної академії Грузії.
Голова Шахової федерації Грузинської РСР (1974–1978) і СРСР (1986–1988). Велика дружба пов'язувала Чікваідзе з чемпіоном світу з шахів Гаррі Каспаровим.